# 模
在數學的抽象代數中，環上的模（英語：module）是對體上的向量空間的推廣，這裡不再要求向量空間裡的純量的代數結構是體，進而放寬純量可以是環。模同時也是交換群的推廣，因為交換群與整數環上的模相同。
因此，模同向量空間一樣是加法交换群；在環元素和模元素之間定義了乘積運算，并且環元素和模元素的乘積是符合結合律的和分配律的。
模與群的表示論密切相關。模也是交換代數和同調代數的中心概念，并廣泛地應用于代數幾何和代數拓撲中。

## 定義
假設 {\displaystyle R} 是環(ring)且 {\displaystyle 1_{R}\in R}， {\displaystyle 1_{R}} 是其乘法運算的單位元素。左R-模包括一個交換群 {\displaystyle (M,+)} ，以及一個映射(或運算) 
{\displaystyle \cdot :R\times M\rightarrow M}
(該運算叫做純量乘法或數積，對 {\displaystyle r\in R} 及 {\displaystyle x\in M} ，此運算的值 {\displaystyle \cdot (r,x)} 會記作 {\displaystyle rx} 或是 {\displaystyle r\cdot x}) ，並且滿足以下條件
對所有 {\displaystyle r,s\in R} ， {\displaystyle x,y\in M}
1. {\displaystyle (r\cdot s)\cdot x=r\cdot (s\cdot x)}
2. {\displaystyle r\cdot (x+y)=r\cdot x+r\cdot y}
3. {\displaystyle (r+s)\cdot x=r\cdot x+s\cdot x}
4. {\displaystyle 1_{R}\cdot x=x.}

有數學家的左模定義並不要求環有單位乘法元素 {\displaystyle 1_{R}} ，所以他們的定義只含以上前三個條件而排除了第四個條件，並把以上的定義稱為"帶單位元( {\displaystyle 1_{R}} )的左模"。
左R-模 {\displaystyle M} 記作 {\displaystyle _{R}M} ，類似的右R-模 {\displaystyle M} 記作 {\displaystyle M_{R}} 。
右R-模 {\displaystyle M} 或 {\displaystyle M_{R}} 與左R-模的定義相似，只是環的元素在右邊，即其純量乘法是 {\displaystyle \cdot :M\times R\rightarrow M} 。在左R-模的定義中，環的元素 {\displaystyle r} 和 {\displaystyle s} 是在 {\displaystyle M} 的元素 {\displaystyle x} 的左邊。若 {\displaystyle R} 是可交換環，則左R-模與右R-模是一樣的，簡稱為R-模。
若 {\displaystyle R} 是一個域，則根據上述定義，R-模滿足R-向量空間的定義。因此模是向量空間的推廣，有很多與向量間相同的性質，但一般模不存在基底。

## 例子
- 所有交換群 {\displaystyle M} 是一個在整數環 {\displaystyle \mathbb {Z} } 上的模，對 {\displaystyle n\in \mathbb {Z} } 及 {\displaystyle x\in M}，如果 {\displaystyle n>0} ，其純量乘法定義為是 {\displaystyle nx=x+x+\dots +x} （ {\displaystyle n} 個 {\displaystyle x} 相加），如果 {\displaystyle n=0} ， {\displaystyle 0x=x} ，對 {\displaystyle n<0} ， {\displaystyle (-n)x=-(nx)} 。
- 若 {\displaystyle R} 是一個環而 {\displaystyle n} 是一個自然數，則 {\displaystyle R^{n}} 是一個R-模。
- 若 {\displaystyle X} 是一個光滑流形，則所有由 {\displaystyle X} 映射至實數的光滑函数 {\displaystyle C^{\infty }(X)} 是一個環 {\displaystyle R} 。在 {\displaystyle X} 上的所有向量場組成一個R-模。
- 所有 {\displaystyle n\times n} 實數矩陣 {\displaystyle A\in M_{n\times n}(\mathbb {R} )} 與矩陣加法和矩陣乘法組成一個環 {\displaystyle R} 。 歐幾里得空間 {\displaystyle \mathbb {R} ^{n}} 是一個左R-模，當中矩陣 {\displaystyle A} 與向量 {\displaystyle v\in \mathbb {R} ^{n}} 之間的純量乘法就是矩陣乘法 {\displaystyle Av} 。
- 若 {\displaystyle R} 是一個環而 {\displaystyle I} 是其中一個 左理想 ，則 {\displaystyle I} 是一個左R-模。

## 子模及同態
假設 {\displaystyle M} 是左 {\displaystyle R} -模， {\displaystyle N} 是 {\displaystyle M} 的子集。如果對於所有 {\displaystyle n\in N} 及 {\displaystyle r\in R} ，乘積 {\displaystyle rn\in N} （對右模，則考慮 {\displaystyle nr} ），則 {\displaystyle N} 是 {\displaystyle _{R}M} 的子模（或更準確地，R-子集）。
令 {\displaystyle M} 和 {\displaystyle N} 為兩個左R-模， {\displaystyle f} 為它們之間的一個映射， {\displaystyle f:M\rightarrow N}。若對所有 {\displaystyle m,n\in M} 及 {\displaystyle r,s\in R} ， {\displaystyle f(rm+sn)=rf(m)+sf(n)} ，則{\displaystyle f} 為R-模同態。與其他類型的同態一樣，模同態保存了模的結構。

## 其他定義及表達法
若M是左R-模，則一個R中元素r之作用定義為映射M → M，它將每個x映至rx（或者在右模的情況是xr），這必然是阿貝爾群（M,+）的群自同態。全體M的自同態記作EndZ(M)，它在加法與合成下構成一環，而將R的元素r映至其作用則給出從R至EndZ(M)之同態。
如此的環同態R → EndZ(M)稱作R在阿貝爾群M上的一個表示。左R-模的另一種等價定義是：一個阿貝爾群M配上一個R的表示。
一個表示稱作忠實的，若且唯若R → EndZ(M)是單射。以模論術語來說，這意謂若r是R的元素，且使得對所有M中的x都有rx=0，則r=0。任意阿貝爾群皆可表成整數環Z或其某一商環Z/nZ的忠實表示。